# Cretoglaphyrus olenguicus
Cretoglaphyrus olenguicus es una especie de coleóptero de la familia Glaphyridae.

## Distribución geográfica
Habita en Rusia.